# جيمس أومالي
جيمس أومالي (بالإنجليزية: J. Pat O'Malley)‏ (و. 1904 – 1985 م) هو ملحن، وكاتب غنائي، وممثل، ومخرج موسيقي، وممثل تعبيري، وممثل دُبلاج، ومغني، من المملكة المتحدة، توفي في سان جوان كابيسترانو، أورانج، كاليفورنيا، عن عمر يناهز 81 عاماً.

## وصلات خارجية
- جيمس أومالي على موقع IMDb (الإنجليزية)
- جيمس أومالي على موقع ميوزك برينز (الإنجليزية)
- جيمس أومالي على موقع قاعدة بيانات برودواي على الإنترنت (الإنجليزية)
- جيمس أومالي على موقع إن إن دي بي (الإنجليزية)
- جيمس أومالي على موقع ديسكوغز (الإنجليزية)
- جيمس أومالي على موقع قاعدة بيانات الفيلم (الإنجليزية)